# مارك كاسين
مارك كاسين (بالإنجليزية: Mark Kassen)‏ هو كاتب سيناريو ومنتج أفلام ومخرج وممثل أمريكي، ولد في 4 أكتوبر 1971 بسيراكيوز في الولايات المتحدة.

## أعمال

### أفلام
- (2013) جوبز

## وصلات خارجية
- مارك كاسين على موقع IMDb (الإنجليزية)
- مارك كاسين على موقع ألو سيني (الفرنسية)
- مارك كاسين على موقع أول موفي (الإنجليزية)
- مارك كاسين على موقع قاعدة بيانات الفيلم (الإنجليزية)
- مارك كاسين على موقع كينوبويسك (الروسية)